# Lantana viscosa
Lantana viscosa là một loài thực vật có hoa trong họ Cỏ roi ngựa. Loài này được Pohl ex Schauer mô tả khoa học đầu tiên năm 1847.